# Schid Kijów
Schid Kijów (ukr. Футбольний клуб «Схід» Київ) – ukraiński klub piłkarski z siedzibą w stolicy kraju, mieście Kijów.

## Historia
Chronologia nazw:
- 1919: Schid Kijów (ukr. «Схід» Київ, ros. «Восток» Киев)
- 1924: Mistran Kijów (ukr. «Містран» Київ, ros. «Местран» Киев)
- 1930: klub rozwiązano
- 1960: Schid Kijów (ukr. «Схід» Київ, ros. «Восход» Киев)

Piłkarska drużyna Schid lub Wostok została założona w Kijowie w 1919 roku i do 1924 brała udział w mistrzostwach miasta. W 1924 na bazie klubu powstał Mistran - drużyna, która reprezentowała pracowników miejskiego transportu (ukr. Міський транспорт). W 1927 zespół po raz ostatni uczestniczył w rozgrywkach mistrzostw Kijowa, po czym został rozwiązany.
W 1960 klub został reaktywowany jako Schid.
W 1983 zespół zdobył Puchar Ukraińskiej SRR.
Występował tylko w rozgrywkach lokalnych oraz w rozgrywkach Mistrzostw Ukraińskiej SRR spośród drużyn amatorskich.

## Sukcesy
- zdobywca Pucharu Ukraińskiej SRR: 1983[2].

## Inne
- Dynamo Kijów